# 1-ノネン
1-ノネン(1-Nonene)は、ノネンの構造異性体の1つで、二重結合がα-炭素に位置し、線形のα-オレフィンとなったものである。通常ノニルフェノールを経由して、界面活性剤や潤滑剤の製造に用いられる。より分岐の多いアナログであるトリプロピレンも同様の用途に用いられる。